# 那智不二越
那智不二越（日语：株式会社不二越，Nachi-Fujikoshi Corp.）是日本一家切削工具、轴承和工业机器人製造公司，也是日本最早的工业机器人制造商之一和东京证券交易所上市公司之一。
1928年，井村荒喜在日本富山創立不二越。不二是唯一的意思，越來自於日本北陸地方古代的越國，而越國亦名“高志”。1929年，昭和天皇视察关西時，在大阪市政厅察看了不二越公司生產的锯条。井村荒喜深感榮幸，於是將當時日本新近完工的那智號重巡洋艦的那智作为商标。那智不二越於1968年起開始製造機器人。
韩联社曾报道那智不二越公司在第二次世界大战期间强征大约1000名年龄12岁至18岁的朝鮮女劳工从事危险工作。2003年，有韓國婦女在日本起诉那智不二越在20世紀40年代初强征她们至富山一家工厂無償工作。日本法庭裁以日韩两国在1965年签订的《日韩请求权协定》為由判韓國原告敗訴。2019年1月18日，韓國首尔高等法院民事12庭二审判决那智不二越擄掠朝鮮女劳工的罪名成立，应向在世女劳工及已过世女劳工的家属共计27人每人赔偿8000万至1亿韩元。那智不二越在韓國的股份也遭到韓國扣押。

## 另見
- 韩国的反日情绪
- 工业机器人